# 佩恩頓
佩恩頓（Paignton）是英國的一座城市，位於德文郡。
1086年的《末日審判書》已提及佩恩頓。連接佩恩頓的鐵路在1859年開始載客。當地經濟頗倚賴旅遊業。